# Vania Larissa
Vania Larissa Tan (ur. 18 listopada 1995 w Pontianak) – indonezyjska piosenkarka; laureatka konkursu piękności Miss Indonesia 2013.

## Dyskografia

### Albumy studyjne
| Rok  | Dane dot. albumu                                        |
| ---- | ------------------------------------------------------- |
| 2012 | KebaikanMu Penuh - Wytwórnia: Impact Music - Format: CD |

### Kompilacje
| Rok  | Dane dot. albumu                                        |
| ---- | ------------------------------------------------------- |
| 2011 | Damai BersamaMu - Wytwórnia: Music Factory - Format: CD |